# スパイダーマン2 (パチスロ)
スパイダーマン2は、サミーが2006年に発売した5号機のパチスロ機。ハリウッド映画『スパイダーマン2』とのタイアップ機である。販売台数は2007年3月末現在で約3万9000台。

## 概要
本来5号機は技術介入による獲得枚数の差が極力生じないような仕様となっているが、この機種はリプレイタイム(RT)時のリプパンはずしが有効である。また、他にもいくつかの知識および技術介入要素があるため、それらによって設定6の機械割や安定度は5号機としてトップクラスであり、4号機後期の機種と比べても優秀である。
ボーナス当選契機には、単独当選と、リプレイを含むすべての小役との同時当選とがある。特に、特殊1枚役（「赤7・クモ・青7」「青7・クモ・クモ」）・スイカ・中段チェリーといった小役において、同時当選の期待度が高くなっている。
ボーナスはビッグボーナス（「赤7・赤7・赤7」「青7・青7・青7」、345枚を超える払い出しで終了=純増約310枚、終了後にRT150G）とミドルボーナス（「赤7・赤7・青7」「青7・青7・赤7」、253枚を超える払い出しで終了=純増約221枚 - 232枚、終了後にRT50G）の2種類がある。ミドルボーナス時、変則押しによって青7・クモ・クモの13枚役を1回だけ獲得することで、すべて順押しフリー打ちによる消化と比較して、コインを11枚多く獲得することができる。
[ミドルボーナス手順]
中リール・枠上～中段にクモ絵柄を狙い、左リール・上段に青7をビタ押し、右にクモを狙う。
13枚役入賞後は、順押しフリー打ち。
RT終了条件は、規定ゲーム数消化・ボーナス成立・2枚役（クモ・ANY・ANY）入賞。2枚役が成立した際、RT中であればリール始動時に必ず台のランプと告知音で把握することができるため、2枚役を避けて左リールを止めれば、ボーナスが成立しない限り規定ゲーム数までRTを継続させることができる。